# Міста заходу сонця

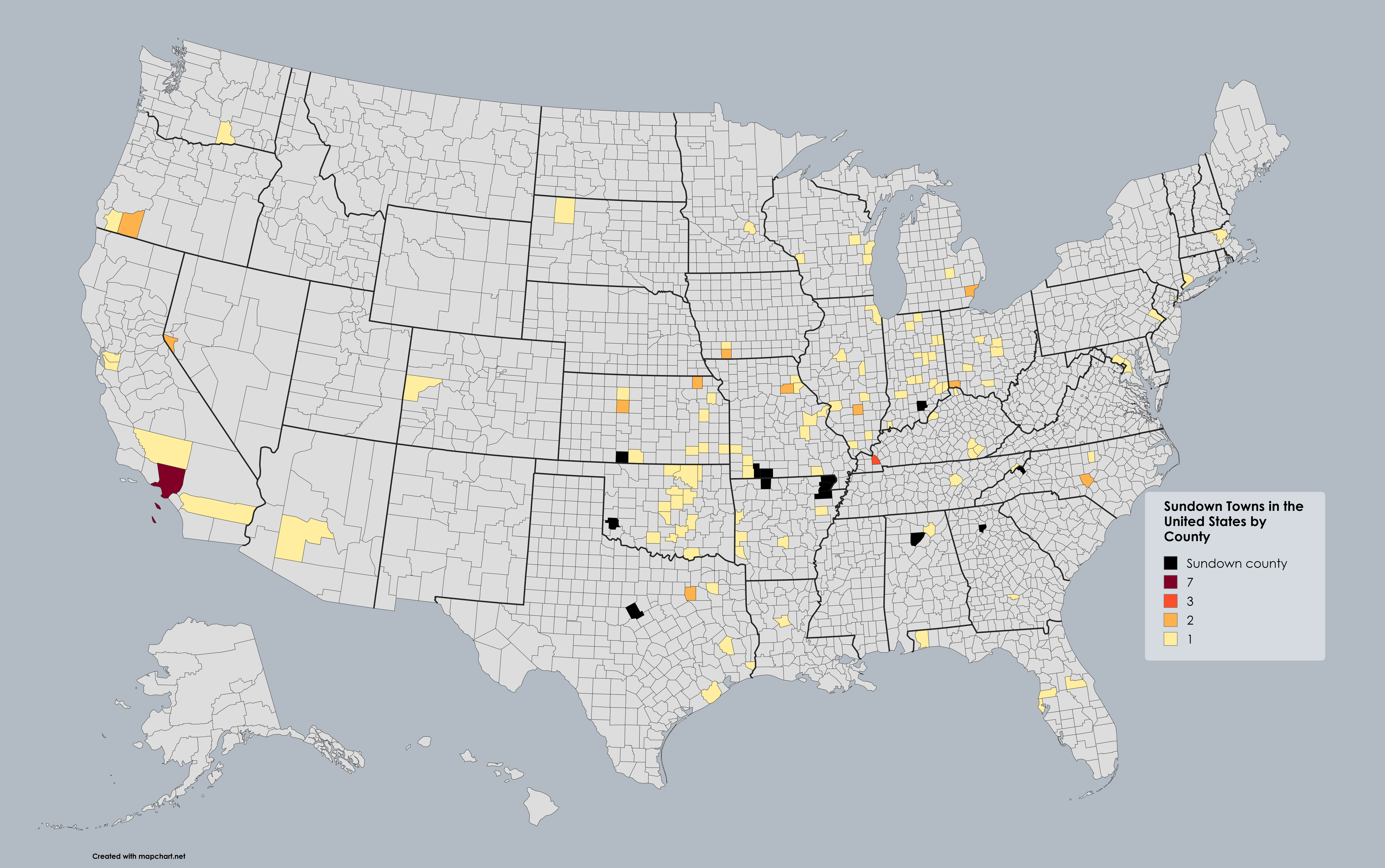
Міста заходу сонця

Міста «заходу сонця» або сірі містечка — це повністю «білі» муніципалітети чи квартали в США, які практикують форму расової сегрегації, виключаючи небілих людей за допомогою певної комбінації дискримінаційних місцевих законів, залякування та насильства. Цілі округи та передмістя «заходу сонця» також були створені за тим самим процесом. Цей термін походить від вивісок про те, що кольорові люди мали залишити місто до заходу сонця. Практика не обмежувалась південними штатами, оскільки «щонайменше до початку 1960-х років північні штати могли бути майже такими ж непривітними для чорношкірих мандрівників, до прикладу, Алабама чи Джорджія».
Дискримінаційна політика та дії відрізняють міста «заходу сонця» від міст, які не мають чорношкірих мешканців з демографічних причин. Історично містечка підтверджувались як міста «заходу сонця» газетними статтями, історіями округів та адміністраціями робочих процесів, підтвердженими податками або переписами США, що свідчать про відсутність чорношкірих людей або різке падіння кількості темношкірого населення між двома переписами населення.

## Міста заходу сонця в популярній культурі
- Джентльменська угода (1947), відомий як «єдиний художній фільм [своєї епохи], який серйозно ставиться до міст „заходу сонця“».[6]:14 Однак мова йшла про місто, яке виключало євреїв, а не чорних людей. «Антинацистська ідеологія відкрила для передмістя більше заходу євреїв, ніж афроамериканців… Джентльменська угода, фільм Елії Казан, удостоєний премії Академії 1948 року. [Викрито] Дарієн, штат Коннектикут як антиєврейське місто „заходу сонця“».:394
- Схильний до втечі У фільмі «Втікач» (1959) режисера Сідні Люмета за участю Марлона Брандо та Анни Маньяні згадується про міста «заходу сонця». Шериф південного міста розповідає персонажу Брандо про вивіску в маленькому містечку, на якій написано: «Ніґґер, не дозволяй сонцю заходити над тобою в цьому окрузі».[1] Той самий знак показаний у п'єсі Теннессі Вільямса «Орфей спускаючись», на якій заснований фільм.[7]
- У своїх мемуарах «Я знаю, чому співає птах у клітці» (1969) поетеса Майя Анджелу описує Міссісіпі як негостинний для афроамериканців після настання темряви: «Не дозволяй сонцю сідати над тобою тут, ніґґер, Міссісіпі».[8]
- Опра Уінфрі відвідала округ Форсайт, штат Джорджія, в епізоді свого телевізійного шоу 1987 року. На початку XX століття округ був відомим вигнанням афроамериканців.
- Trouble Behind (1991), документальний фільм Роббі Хенсона, розглядає історію та спадщину расизму в Корбіні, штат Кентуккі, невеликій залізничній громаді, яка заслуговує на увагу як будинку смаженої курки полковника Сандерса в Кентуккі, так і «расових заворушень 1919 року, під час яких понад 200 чорношкірих завантажили на вагони та відправили за місто». Фільм вийшов в ефір на кінофестивалі в Санденсі 1991 року і був номінований на премію Великого журі.[9][10][11]
- Вигнаний: Як білі вигнали чорношкірих з міста в Америці (2006), документальний фільм Марко Вільямса[12][13] натхненний книгою Елліота Джаспіна Похований у гірких водах: прихована історія расових чисток в Америці (2007).[14][15]
- Захід міста (2011), п'єса Кевіна Д. Коеа.
- «Файли несправедливості: Західні міста» (24 лютого 2014 року), документальний фільм про розслідування «Відкриття розслідування» режисера Кіта Бошампа, виконавчий продюсер Аль Рокер.[16][17]
- Відеогра Mafia III 2016 року випустила завантажений контент-сюжет під назвою «Швидше, немовля», в якому афроамериканський герой Лінкольн Клей допомагає групі активістів «чорношкірих» у вбивстві шерифа, який дотримується політики заходу сонця в маленькому містечку Луїзіана.
- «Зелена книга» (2018), лауреат премії «Оскар» за найкращий фільм — комедія-драма про подорож Глибоким Півднем у 1960-х роках афроамериканського класичного та джазового піаніста Дона Ширлі (Магершала Алі), який заарештований у південному місті за те, що вийшов на вулицю після заходу сонця.
- Документальний фільм «Людина у вогні» 2018 року про самоспалення 2014 року пастора антирасистської соціальної справедливості Чарльза Мура у його рідному місті Гранд-Салін, штат Техас.
- Країна Лавкрафта (2020), серіал на основі книги 2016 року, написаної Меттом Раффом. Аттікус Фріман приєднується до свого друга Летітії та його дядька Джорджа, щоб вирушити в подорож по Джиму Кроу Америкою 1950-х років у пошуках свого зниклого батька. У першому епізоді першого сезону тріо затримує поліцейський, який повідомляє їм, що вони перебувають у «окрузі заходу сонця», а потім погрожує лінчем, якщо вони не зможуть покинути округу до заходу сонця.[18][19]